# Ferradosa e Sendim da Serra
Ferradosa e Sendim da Serra (oficialmente: União das Freguesias de Ferradosa e Sendim da Serra) é uma freguesia portuguesa do município de Alfândega da Fé, com 27,06 km² de área e 169 habitantes (censo de 2021). A sua densidade populacional é 6,2 hab./km².
Para além de Ferradosa e Sendim da Serra, a União de Freguesias é composta por mais uma aldeia da antiga freguesia de Ferradosa (Picões).

## História
Foi constituída em 2013, no âmbito de uma reforma administrativa nacional, pela agregação das antigas freguesias de Ferradosa e Sendim da Serra.

## Demografia
A população registada nos censos foi:
| Distribuição da População por Grupos Etários | Distribuição da População por Grupos Etários | Distribuição da População por Grupos Etários | Distribuição da População por Grupos Etários | Distribuição da População por Grupos Etários | Distribuição da População por Grupos Etários |
| -------------------------------------------- | -------------------------------------------- | -------------------------------------------- | -------------------------------------------- | -------------------------------------------- | -------------------------------------------- |
| Antes da agregação                           |                                              |                                              |                                              |                                              |                                              |
| Ano                                          | 0-14 anos                                    | 15-24 anos                                   | 25-64 anos                                   | >= 65 anos                                   | Total                                        |
| 2001                                         | 30                                           | 35                                           | 167                                          | 120                                          | 352                                          |
| 2011                                         | 13                                           | 18                                           | 104                                          | 116                                          | 251                                          |
| Após a agregação                             |                                              |                                              |                                              |                                              |                                              |
| Ano                                          | 0-14 anos                                    | 15-24 anos                                   | 25-64 anos                                   | >= 65 anos                                   | Total                                        |
| 2021                                         | 3                                            | 7                                            | 69                                           | 90                                           | 169                                          |

## Localidades
A União de Freguesias é composta por três aldeias:
- Ferradosa
- Picões
- Sendim da Serra